# Merchina Peris Arraez
Merchina Peris Arraez (València, 1960) és una exfutbolista valenciana, generalment considerada com la primera a marcar un gol en un partit disputat al Camp de Mestalla, si descomptem les pioneres dels anys 30.
Filla de l'històric dirigent Vicente Peris, formava part de la Selecció València, l'equip de futbol femení vinculat al València CF. El 10 de setembre de 1970 va disputar un partit a Mestalla, previ al Trofeu Taronja. En aquell partit, Merchina, de 10 anys, va marcar el primer gol del partit.
Als anys 80 va jugar a Distrito 10, el principal club de futbol sala de la ciutat aleshores.